# The Devil Rides Out
The Devil Rides Out (prt: O Diabo à Solta; bra: As Bodas de Satã) é um filme britânico de 1968, dos géneros fantasia e terror, realizado por Terence Fisher e escrito por Richard Matheson, com base no romance The Devil Rides Out, de Dennis Wheatley.
Nos Estados Unidos o filme foi rebatizado como The Devil's Bride, porque o título original parecia o de um filme de faroeste.

## Elenco
- Christopher Lee como Nicholas, duque de Richleau
- Charles Gray como Mocata
- Niké Arrighi como Tanith Carlisle
- Leon Greene como Rex Van Ryn
- Patrick Mower como Simon Aron
- Gwen Ffrangcon-Davies como condessa
- Sarah Lawson como Marie Eaton
- Paul Eddington como Richard Eaton
- Rosalyn Landor como Peggy Eaton
- Russell Waters como Malin

## Receção
The Devil Rides Out recebeu críticas favoráveis. Possui uma classificação de 93% no sítio Rotten Tomatoes. Howard Thompson do jornal The New York Times escreveu: "[O filme] sustenta sabor e atmosfera na bonita fotografia colorida [...]. Sob a realização de Terence Fisher [...] os primeiros vinte minutos são excelentes, como o aristocrata de aço, interpretado com uma dignidade suave por Christopher Lee, a tentar enganar os maus[...]. Este contra-ataque civilizado [...] e alguns diálogos realistas, constantes da ação até ao brilho, que agitam o clímax [...]. Além do senhor Lee, a atuação [...] é demasiada ampla. Entretanto, [...] "The Devil's Bride" sustenta-se em conjunto, e os espetadores supersticiosos poderiam fazer muito pior." Já a equipa da revista Variety escreveu: "O realizador Terence Fisher festejou com esta fatia de magia negra, baseada no romance de Dennis Wheatley. Ele construiu um filme de suspense, com vários destaques difíceis, e obteve um efeito importante por tocar neste assunto sobre a morte em linha reta, que teve atuações sérias e semelhantes do seu elenco capaz. Christopher Lee desta vez está no lado dos bons."